# Instituut voor Tropische Geneeskunde
Het Instituut voor Tropische Geneeskunde (ITG) is een stichting van openbaar nut en een onderzoeksinstelling in Antwerpen die zich specialiseert in het onderzoek, onderwijs en dienstverlening in de tropische geneeskunde en de organisatie van gezondheidszorg in ontwikkelingslanden. Het ITG is wereldwijd vermaard om zijn onderzoek naar hiv, malaria, tuberculose en "verwaarloosde tropische ziekten". Naast het wetenschappelijk onderzoek geeft het ITG ook reisadvies, verzorgt het vaccinaties voor reizigers en behandelt het mensen die in België aan een tropische ziekte (inclusief aids) lijden. In de volksmond spreekt men van het Tropisch Instituut.

## Het instituut
Op het ITG in Antwerpen werken ongeveer 450 mensen. Jaarlijks volgen er een vijfhonderd-tal artsen, dierenartsen, biomedici en verpleegkundigen uit de hele wereld gevorderde studies. Meer dan honderd jonge internationale onderzoekers werken er aan hun doctoraat. De medische diensten verrichten jaarlijks ongeveer 35 000 consultaties. De reisgeneeskundewebsite www.wanda.be informeert ruim 500 000 bezoekers per jaar. Het ITG voert ook een omvangrijk programma uit voor capaciteitsversterking in ontwikkelingslanden, in een netwerk met een hele reeks partnerinstellingen in Afrika, Zuid-Amerika en Azië.
Driekwart van de wetenschappelijke publicaties van het ITG verschijnt in het top-kwart van de vakbladen op zijn terrein. Het ITG behaalt daarmee de tweede plaats onder de Belgische wetenschappelijke instellingen.
Het Instituut voor Tropische Geneeskunde ontvangt subsidies van de ministeries van Onderwijs, Onderzoek, Ontwikkelingssamenwerking en Volksgezondheid, maar het grootste deel van zijn werking hangt af van projectfinanciering, eigen inkomsten en mecenaat.

## Geschiedenis
Op initiatief van koning Leopold II werd het ITG in 1906 in Brussel opgericht als een school voor tropische geneeskunde. In dezelfde periode werden in verschillende andere Europese steden, meestal havensteden, gelijkaardige instellingen opgericht. Het ontstaan van de Belgische school moet gezien worden in het licht van de Kongo-Vrijstaat. Sinds twintig jaar bezat Leopold II dit gebied als koning-soeverein. Om de geplande overdracht van het gebied aan de Belgische staat ingang te doen vinden bij de publieke opinie werden allerlei promotiekanalen opgericht. De stichting van een school voor tropische geneeskunde was er een van. In 1933 verhuisde het instituut onder impuls van o.a. de toenmalige kroonprins, de latere koning Leopold III, naar het centrum van Antwerpen, waar het nog steeds gevestigd is in een sober art decogebouw aan de Nationalestraat. Daarbij werd het instituut naar hem vernoemd.
Na de dekolonisatie in 1960 breidde het ITG zijn werking uit naar de tropische ziekten en hun verwekkers op alle continenten, naar de tropische ziekten bij vee (die vaak verwant zijn aan de menselijke ziekten, of naar mensen kunnen overspringen) en naar de organisatie van gezondheidszorg in landen met laag en midden-inkomen.
In de jaren tachtig toonden Peter Piot en collega's aan het ITG als eersten aan dat aids niet ontstaan was bij Amerikaanse homo's, maar integendeel een tropische ziekte was die hoofdzakelijk Afrikaanse heteroseksuelen trof. Nog steeds doet het ITG veel onderzoek naar de ziekte en haar verspreiding, naar preventie, naar het virus en zijn interactie met het menselijk immuunsysteem en naar stoffen die kunnen dienen als vaccin of om te verhinderen dat het virus het lichaam binnendringt.
Marleen Boelaert (1960-2020), vanaf 1994 werkzaam bij het ITG, is internationaal bekend voor de rol die ze vervulde bij de bestrijding van onder meer de slaapziekte en leishmaniasis.